# Ourcq (stanice metra v Paříži)
Ourcq je nepřestupní stanice pařížského metra na lince 5 v 19. obvodu v Paříži. Nachází se pod Avenue Jean Jaurès u křižovatky s ulicí Rue des Ardennes.

## Historie
12. října 1942 byl zprovozněn úsek linky 5 mezi stanicemi Gare du Nord a Église de Pantin, ovšem stanice Ourcq byla otevřena až 21. března 1947.
Od konce 80. let je na nástupišti ve výklenku umístěná socha lípy, kterou vytvořil umělec Thierry Grave.

## Název
Jméno stanice je odvozeno od názvu nedaleké ulice Rue de l'Ourcq, která vede ke kanálu Ourcq sloužící k přívodu vody do Paříže z řeky Ourcq.

## Vstupy
Stanice má dva vchody na Avenue Jean Jaurès.

## Zajímavosti v okolí
- Canal de l'Ourcq